# Eremo di San Nicola (Isola del Gran Sasso d'Italia)
L'eremo di San Nicola è un eremo ubicato a Isola del Gran Sasso d'Italia, nella frazione di Casale San Nicola.

## Storia e descrizione
La costruzione dell'eremo risale al periodo compreso tra il X e l'XI secolo ed era gestito dai monaci camaldolesi: nel 1187 venne annoverato tra i possedimenti del monastero di Fonte Avellana, a cui restò legato fino al 1652, nonostante fosse già caduto in decadenza a partire dal 1393 quando i monaci si trasferirono al convento di San Salvatore di Fano a Corno. Venne restaurato nel 1947 come testimoniato da una lapide posta al di sopra del portale.
L'eremo è posto a un'altezza di 1 096 metri, addossato alla parete orientale del Corno Grande, in una piana detta Prato dei Fiori, sulla sinistra del Fosso Gravone, lungo un sentiero che conduce alla fonte di San Nicola, la cui acqua è ritenuta benevola per la cura del mal di testa. La chiesa si presenta in stile romanico ed è costituita da blocchi di pietra squadrati, cementati tramite malta, e coperta con un tetto a doppio spiovente; misura 14 metri di lunghezza per una larghezza di 5 metri e mezzo. Internamente è navata unica, con tre archi che la dividono in due campate, presbiterio e sacrestia; il pavimento è in mattoni disposti a spina di pesce, anche se in qualche zona è stato rattoppato con cemento, mentre l'illuminazione è garantita tramite sette finestre. Lungo la parete sinistra delle due campate sono presenti dei sedili in pietra; sulla destra è invece posta una statua di San Nicola. Nella zona del presbiterio è posto l'altare maggiore, caratterizzato da una raffigurazione in ventiquattro piastrelle in ceramica di Castelli, del 1988, di San Nicola, la quale è andata a sostituire quella precedente, San Nicola e due suoi miracoli, attribuita a Nicola Cappelletti e spostata nella chiesa di Casale San Nicola. Alle spalle dell'altare maggiore, in quello che era l'abside, è stata ricavata la sacrestia; sia nella zona dell'altare maggiore che della sacrestia sono visibili resti di affreschi ormai deteriorati e scoloriti. Nei pressi della chiesa sono i ruderi del monastero di San Niccolò a Corno, fondato nel 1055 da san Piero Damiani.